# Ōno
Pour les articles homonymes, voir Ono.
Ōno (大野市, Ōno-shi) est une ville située dans la préfecture de Fukui, sur l'île de Honshū, au Japon.

## Géographie

### Localisation
Ōno est située dans l'est de la préfecture de Fukui.

### Démographie
En janvier 2020, la population d'Ōno s'élevait à 32 899 habitants, répartis sur une superficie de 872,43 km2.

### Topographie
Le mont Arashima occupe une partie du territoire d'Ōno.

## Histoire
Ōno s'est développée autour de son château au cœur du domaine d'Ōno. Elle a acquis le statut de ville en 1954.

## Culture locale et patrimoine

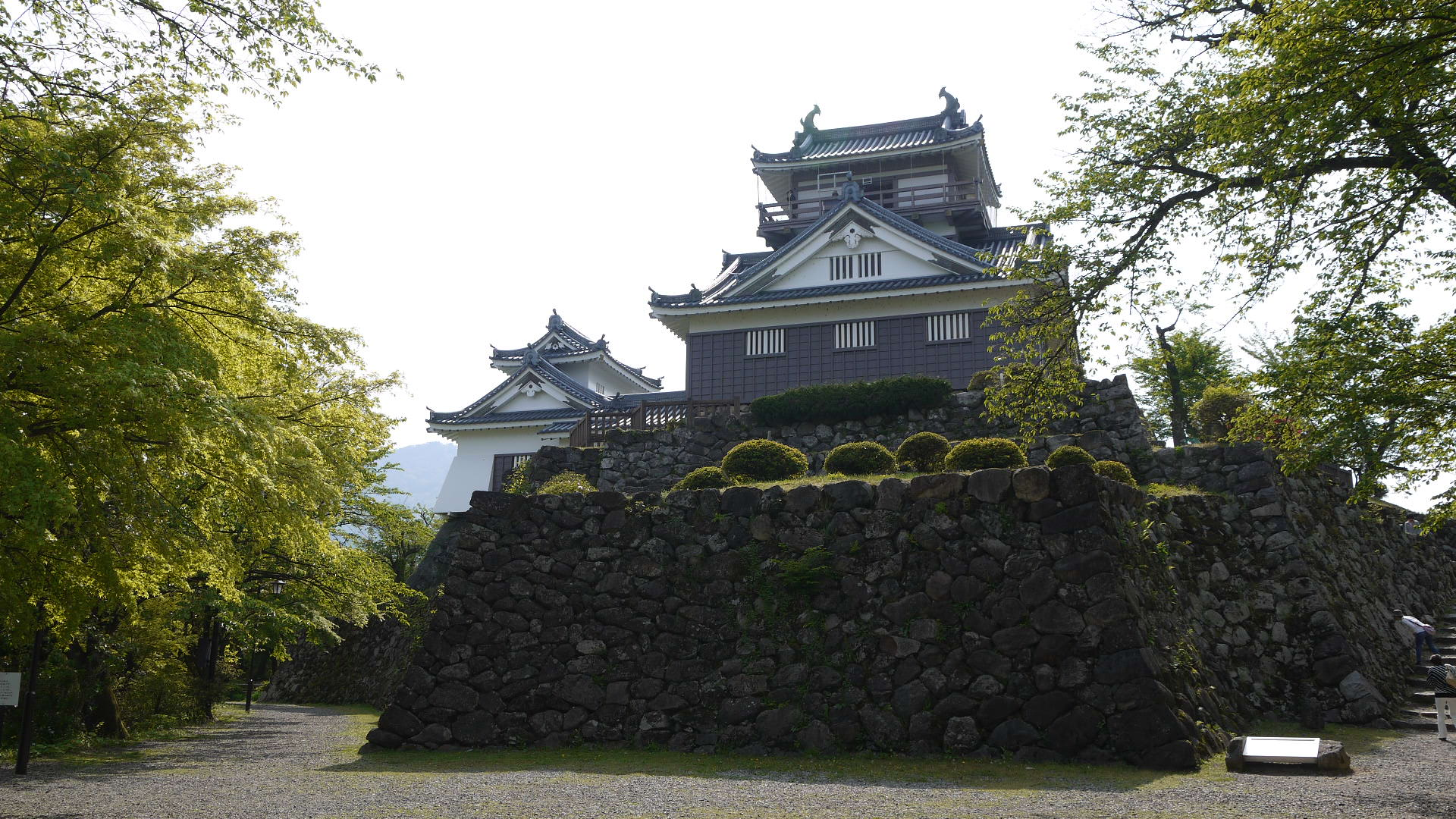
Le château d'Echizen-Ōno.

- Château d'Echizen-Ōno

## Transports
Ōno est desservie par la ligne  Etsumi-Hoku de la JR West.